# Ллойд, Хью
Хью Пьюдж Ллойд (англ. Hugh Pughe Lloyd; 12 декабря 1894, Лей, Вустершир — 14 июля 1981) — британский военачальник, главный маршал авиации Королевских военно-воздушных сил Великобритании, участник Первой и Второй мировых войн.

## Биография
Военная карьера
- февраль 1915 — сапер
- ? — кадет
- 26 апреля 1917 — лейтенант (Армия)
- 1 апреля 1918 — пайлот-офицер)
- 1 августа 1919 — флаинг-офицер
- 30 июня 1922 — флайт-лейтенант
- 8 января 1930 — сквадрон-лидер
- 1 июля 1936 — винг-коммандер
- 1 января 1940 — групп-кэптен
- 1 июня 1941 — Коммодор авиации
- 1 января 1946 — Вице-маршал авиации
- 1 января 1948 — Маршал авиации
- 15 мая 1951 — Главный маршал авиации

Хью Пьюдж Ллойд родился 12 декабря 1894 в поселке Лей в графстве Вустершир в западной части Англии. Во время Первой мировой войны поступил на военную службу сапером в подразделение Королевских инженеров. Принимал активное участие в боях на Западном фронте, был трижды ранен. Поступил кадетом на учебу в Королевский летный корпус в 1917 году, после завершения которого стал пилотом 52-й эскадрильи, летал на R. E. 8.
После войны остался в рядах военной авиации. Продолжал службу в частях Воздушных сил Великобритании.
В январе 1939 года Ллойд стал командиром 9-й эскадрильи средних бомбардировщиков «Веллингтон». До начала мировой войны стал командиром авиационной группы и руководил авиабазой Маргам.
Проходил военную службу на различных должностях в 3-й и 2-й авиагруппах. 1 июня 1941 года назначен командиром всей авиации на острове Мальта, которая оказалась в осаде стран Оси. Главной задачей Г. Ллойда была организация обороны острова от воздушных атак немецких и итальянских самолетов, а также нанесения ударов британской авиацией транспортных конвоях противника, направлявшихся Средиземным морем, поставляя живую силу, боеприпасы и имущество Африканского корпуса генерала Эрвина Роммеля. На долю Г. Ллойда возлагалась сложная задача противостояния нападениям сил противника, которые значительно превосходили его авиации. Со временем союзникам удалось наладить поставки самолетов истребительной авиации, в первую очередь «Спитфайров» и «Харрикейнов», на Мальту авианосцами, которые смогли отражать вражеские налеты все эффективнее и результативнее.
После преодоления критического периода, когда союзной авиации с трудом удавалось противостоять Люфтваффе и итальянским Королевским воздушным силам, в 1942 году Ллойду была предложена новая должность командующего воздушными силами в Северо-западной африканской береговой зоне, а с 1943 года — Береговыми воздушными силами союзников в Средиземноморье. Основной задачей стало выявление и уничтожение любых транспортных перевозок противника на суше и на море.
В феврале 1945 года британского маршала авиации назначили командовать «Тайгер-форс», соединением тяжелых бомбардировщиков Королевских Воздушных сил «Ланкастер», Линкольн и «Liberator», должны принимать участие в стратегическом бомбардировке Японских островов из Окинавы в контексте подготовки к операции «Даунфол». Однако, после ядерной бомбардировки Хиросимы и Нагасаки и советского вторжения в Маньчжурию формирование было расформировано. Вскоре война на Тихом океане завершилась.
В послевоенное время Хью Ллойд служил старшим преподавателем-инструктором в Имперском оборонном колледже, впоследствии командовал авиацией Великобритании на Дальнем Востоке, а с февраля 1950 года — Бомбардировочным командованием; с этой должности он ушел в отставку в июне 1953 года.